# Góra Krzyży

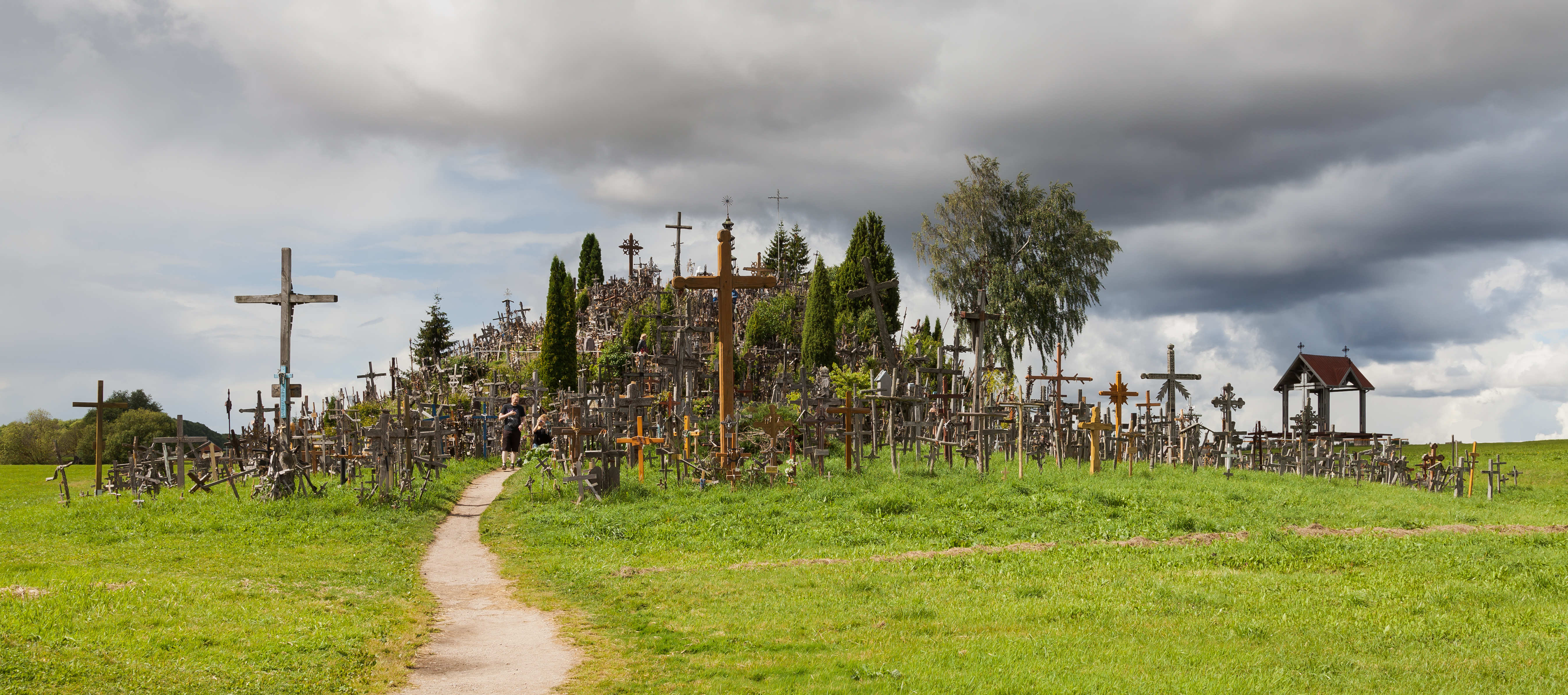
Góra Krzyży – widok ogólny

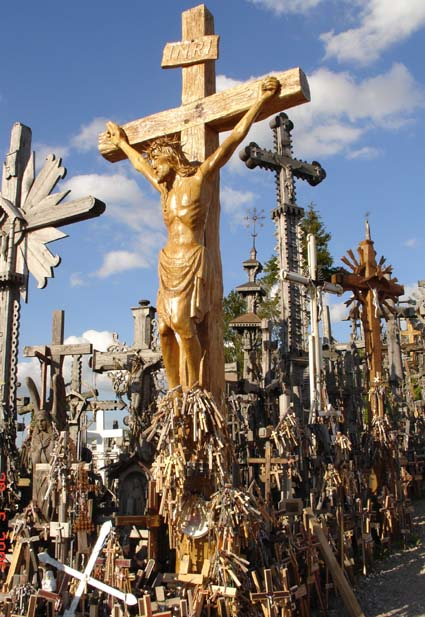
Góra Krzyży – fragment

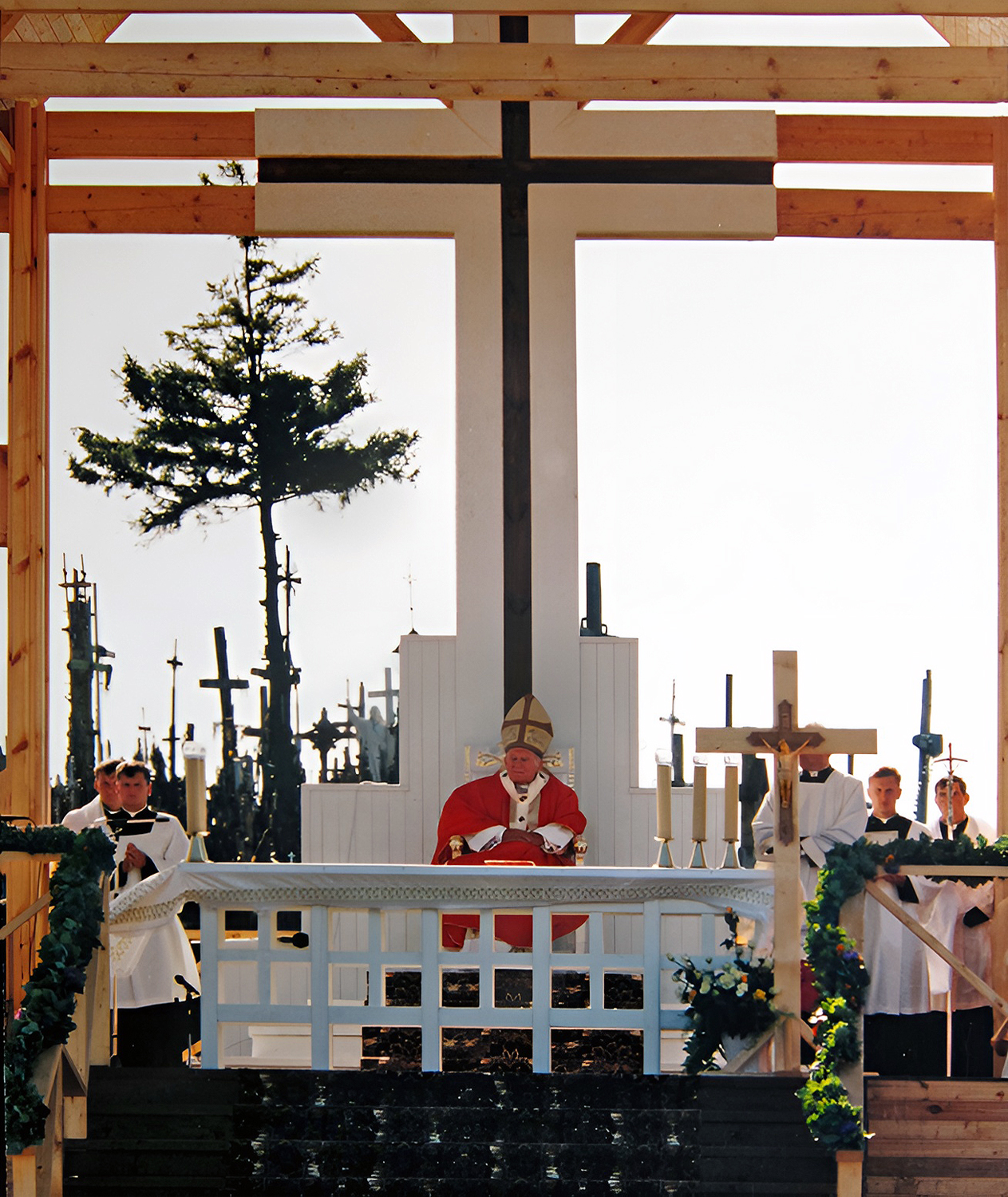
Papież Jan Paweł II na Górze Krzyży, 7 września 1993

Góra Krzyży (lit. Kryžių kalnasⓘ) – wzgórze położone kilkanaście kilometrów na północ od Szawli, w pobliżu miasteczka Meszkucie (Litwa). 
W miejscu tym postawiono w 1430 r. kapliczkę upamiętniającą przyjęcie przez Żmudzinów chrztu. Nad kapliczką górował wielki krzyż. Po upadku powstania listopadowego w 1831 r. zaczęto tam masowo przynosić i stawiać kolejne krzyże i od tego czasu przybywa ich stale. Stawiane są, bądź podwieszane na już stojących, różnej wielkości, od ogromnych kilkumetrowych aż po całkiem miniaturowe, w intencji nadziei, przyszłości, jako symbole zadumy, wiary bądź jako wota dziękczynne. 
W okresie władzy sowieckiej 1941–1990 wielokrotnie próbowano zmusić mieszkańców do zaprzestania pielgrzymowania w to miejsce, a w 1961 r. podjęto próbę całkowitej jego likwidacji przy pomocy pił, siekier i buldożerów. W 1965 zniszczono około 5 tysięcy krzyży i kaplicę, a do 1975 kolejne 1200 krzyży. W latach 1978–1979 planowano zalać teren, na którym znajduje się wzniesienie. Mimo to krzyże wciąż stawiano. Liczba krzyży jest szacowana na ok. 200 tys.
Papież Jan Paweł II podczas swojej pielgrzymki na Litwę 7 września 1993 r. celebrował na Górze Krzyży mszę świętą podczas której poświęcił wybudowaną na nim w tym samym roku kaplicę. W 2006 na górze wzniesiono krzyż papieża Benedykta XVI.